# Casa Domingo (Tarragona)
Casa Domingo és una obra de Tarragona protegida com a Bé Cultural d'Interès Local.

## Descripció
Edifici d'habitatges en cantonada format per baixos amb altell i tres pisos. Format per tres alçats i una paret mitgera. Ocupa una parcel·la molt regular que permet obrir fins a quatre obertures, totes elles balconades a la banda de la Rambla Nova i fins a set
obertures amb alternança del balcó amb la finestra.
L'edifici fou encarregat per Antoni Munté al mestre de cases Antoni Ras Pons, qui dissenyà un edifici amb una certa contenció decorativa, però construït amb materials de primera qualitat.
Les proporcions de les volades de l'edifici responen a la normativa vigent. Cal ressenyar que hi ha un particular interès per recalcar el pis principal i per jerarquitzar els habitatges, per aquest motiu s'ha projectat al pis principal de la banda de la Rambla Nova una balconada seguida que agafa dues obertures i trenca els eixos verticals definits des de la zona dels baixos i a més a més trobem a totes les obertures del pis principal uns trencaaigües més elaborats i de major proporcions que a la resta de l'edifici. La construcció dels baixos es de carreus i la part superior estan arrebossades. Cal destacar l'acurat treball de la pedra i del ferro forjat.
El coronament de l'edifici ve donat per una barana amb balustres de terra cuita. També cal ressenyar la cambra d'aire amb obertures rectangular de petites proporcions rematada per una petita cornisa. Altres cornises serveixen per separar les plantes a l'altura dels forjats.